# Anton Škrabl

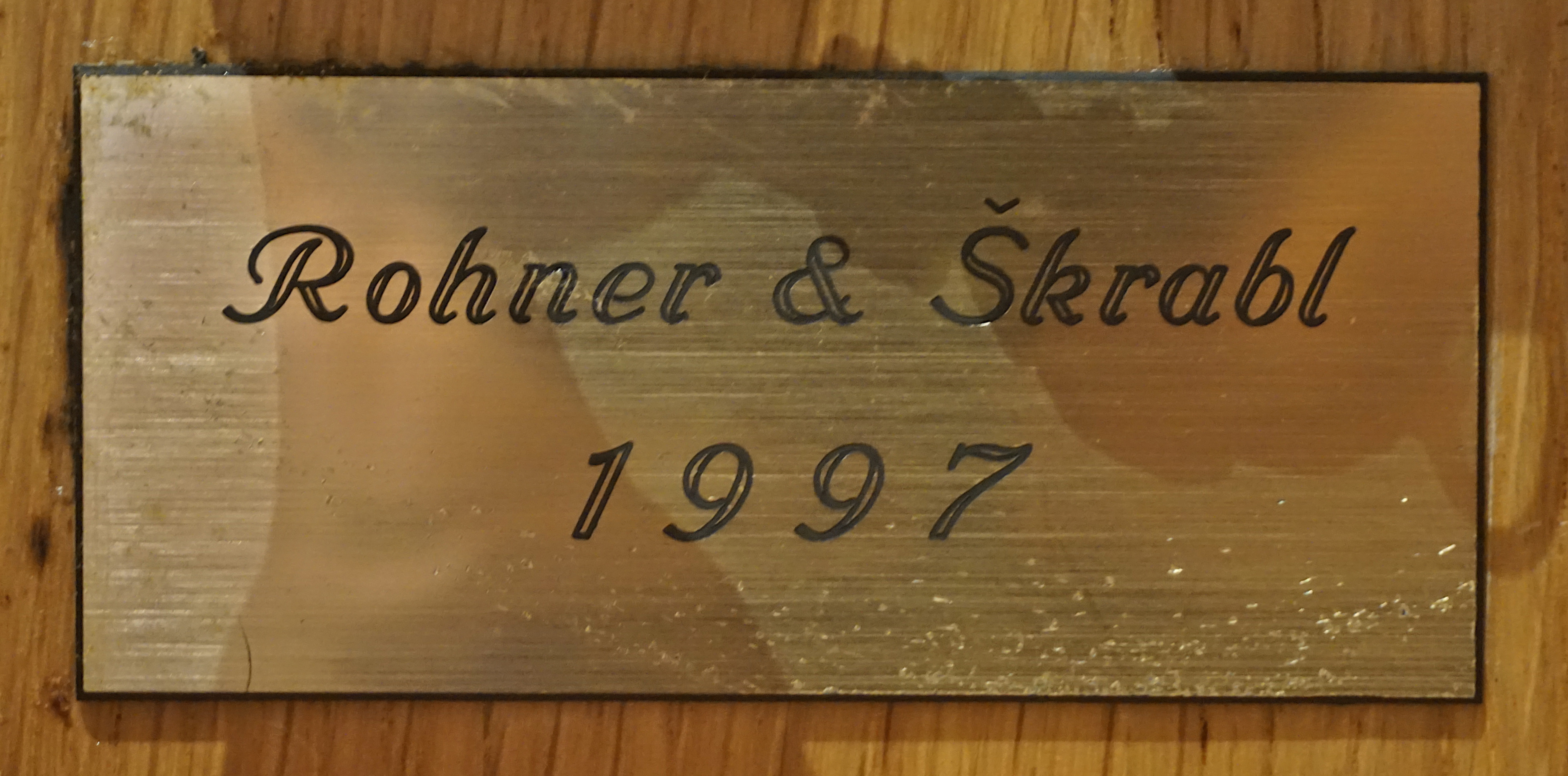
Orgelbauerschild von Paul Rohner und Anton Škrabl

Anton Škrabl ist ein Orgelbauer mit einer 1990 gegründeten Werkstatt in Brestovec bei Rogaška Slatina in Slowenien.
Škrabl erlernte das Orgelbauhandwerk in Deutschland an der Orgelbauschule Ludwigsburg und später bei der Firma Orgelbau Sandtner in Dillingen an der Donau. Als er wieder nach Slowenien zurückkehrte, war er der erste dort wirkende Orgelbauer seit dem Jahr 1940. Er war zunächst als Orgelsachverständiger an der Gründung der Diözesanwerkstatt für Orgelbau in Maribor (Marburg an der Drau) beteiligt, bis er sich 1990 als Orgelbauer selbständig machte. In dem Betrieb mit knapp 60 Mitarbeitern entstanden seitdem mehr als 360 neue Orgeln.

## Werkliste (Auswahl)
| Jahr | Ort                         | Gebäude                                | Bild | Manuale | Register | Bemerkungen |
| ---- | --------------------------- | -------------------------------------- | ---- | ------- | -------- | --- |
| 1992 | Murska Sobota               | Kathedrale von Murska Sobota           |      | III/P   | 37       | |
| 1995 | Wartmannstetten             | Marien-Dankes-Kirche Wartmannstetten   |      | II/P    | 9        | [ 3 ] |
| 1996 | Dreistetten                 | Pfarrkirche Dreistetten                |      | I/P     | 6        | [ 3 ] |
| 1997 | Kirchau                     | Pfarrkirche Kirchau                    |      | II/P    | 13       | [ 3 ] |
| 1997 | Hohenegglkofen              | Pfarrkirche Hohenegglkofen             |      | II/P    | 11       | |
| 1997 | Klagenfurt                  | Schulschwestern St. Franziskus         |      | II/P    | 17       | [ 4 ] |
| 1998 | Klein-Mariazell             | Basilika Klein-Mariazell               |      | II/P    | 18       | Im Zuge der Generalrenovierung der Kirche von 1994 bis 1998 erfolgte eine Rekonstruktion der Gatto-Orgel bzw. ein Neubau, wobei das bestehende Barockgehäuse wiederverwendet wurde. |
| 1998 | Ratzeburg                   | St. Answer                             |      | III/P   | 11       | Kooperationsprojekt mit Beckerath → Orgel |
| 2000 | Sankt Stefan im Rosental    | Pfarrkirche St. Stefan im Rosental     |      | II/P    | 23       | |
| 2000 | Annaberg NÖ                 | Filialkirche St. Joachim               |      | II/P    | 13       | [ 5 ] |
| 2000 | Lannach                     | Pfarrkirche Lannach                    |      | II/P    | 13       | |
| 2001 | Bad Blumau                  | Pfarrkirche Bad Blumau                 |      | II/P    | 14       | |
| 2002 | Kirchbach in Steiermark     | Pfarrkirche Kirchbach                  |      | II/P    | 15       | [ 6 ] |
| 2003 | Diex                        | Pfarrkirche Diex                       |      | I/P     | 14       | im historischen Gehäuse |
| 2004 | Villach                     | Pfarrkirche Völkendorf                 |      | III/P   | 38       | |
| 2005 | Bad Kohlgrub                | St. Martin                             |      | II/P    | 21       | |
| 2005 | Radenthein                  | Nikolauskirche (Radenthein)            |      | II/P    | 20       | |
| 2005 | Lendava                     | St. Katharina                          |      | III/P   | 33       | |
| 2006 | Parndorf                    | Pfarrkirche Parndorf                   |      | II/P    | 16       | |
| 2007 | Perugia                     | Chiesa di San Raffele Archangelo       |      | I/P     | 7        | |
| 2008 | Weißbach an der Alpenstraße | St. Vinzenz                            |      | II/P    | 12       | [ 8 ] [ 9 ] |
| 2009 | Lyme Regis                  | St. Michael der Erzengel               |      | III/P   | 39       | |
| 2009 | Fresach                     | evangelische Kirche Fresach            |      | I/P     | 10       | |
| 2012 | Klagenfurt am Wörthersee    | Kreuzberglkirche                       |      | II/P    | 24       | |
| 2015 | Livno                       | Franziskanerkloster St. Peter und Paul |      | III/P   | 41       | |
| 2018 | Winterthur                  | Neuapostolische Kirche                 |      | II/P    | 18       | 3 Register vorbereitet → Orgel |